# Queen Rock Montreal
《Queen Rock Montreal》은 영국의 록 밴드 퀸이 1981년 11월 24일 - 25일 이틀 동안 캐나다 몬트리올에서 한 공연을 새롭게 리마스터링해서 발매한 앨범이다. 이 라이브 앨범의 특징은 같은 공연의 기존의 작품 《We Will Rock You 1981》(DVD)보다 베이스음이 훨씬 개선되었다는 점이다. 그리고 《We Will Rock You 1981》(DVD)의 경우 싱크가 맞지 않는 장면들이 몇몇 있었으나, Queen Rock Montreal에서는 개선되었다. 이 리마스터링 작업에는 700대의 애플G5 컴퓨터가 각각 200프레임씩 분담하여 20여년의 기간 동안 발생한 화상 데이터의 결락, 손실, 이물질 등을 제거했다.
원래 퀸의 라이브에서 〈Love of My Life〉의 경우에는 관중과 같이 불렀으나, 이 공연에서는 프레디가 "You don't know it, hem..."이라고 말하면서 모든 소절을 소화한다. 이전까지는 디스크 2의 5번 트랙인 <Flash>, 6번 트랙인 〈The Hero〉의 경우 이전 작까지는 공개하지 않았지만 이번에는 공개되었다(단, DVD나 블루레이 등 공연영상에는 Flash와 The Hero가 누락되었다). 그리고 <Keep Yourself Alive>의 도입부분에서 1982년에 발매될 앨범 Hot Space의 3번 트랙 <Back Chat>을 연상시키는 기타 멜로디를 연주한다. 2번 시디의 1번 트랙인〈Under Pressure>의 경우 첫 번째 연주이다. 그리고 엔딩 곡인 <We Are the Champions>의 경우 프레디는 맨 앞줄의 관중들과 일일이 악수를 한다. 2009년 7월 30일에는 공연실황비디오 중에는 최초로 대한민국의 극장에서 개봉되었다.

## 수록곡
| Disc one: 1. Intro (Taylor) 2. We Will Rock You (Fast) (May) 3. Let Me Entertain You (Mercury) 4. Play the Game (Mercury) 5. Somebody to Love (Mercury) 6. Killer Queen (Mercury) 7. I'm in Love With My Car (Taylor) 8. Get Down, Make Love (Mercury) 9. Save Me (May) 10. Now I'm Here (May) 11. Dragon Attack (May) 12. Now I'm Here (Reprise) (May) 13. Love of My Life (Mercury) | Disc two: 1. Under Pressure (Queen/Bowie) 2. Keep Yourself Alive (May) 3. Drum and Tympani Solo (Taylor) 4. Guitar Solo (May) 5. Flash (May) * 6. The Hero (May) * 7. Crazy Little Thing Called Love (Mercury) 8. Jailhouse Rock (Leiber/Stoller) 9. Bohemian Rhapsody (Mercury) 10. Tie Your Mother Down (May) 11. Another One Bites the Dust (Deacon) 12. Sheer Heart Attack (Taylor) 13. We Will Rock You (May) 14. We Are the Champions (Mercury) 15. God Save the Queen (tape) (arr. May) |